# Onobrychis longipes
Onobrychis longipes är en ärtväxtart som beskrevs av Aleksandr Andrejevitj Bunge. Onobrychis longipes ingår i släktet esparsetter, och familjen ärtväxter. Inga underarter finns listade i Catalogue of Life.